# Chlamydoselachus africana
El tiburón anguila sudafricano, (Chlamydoselachus africana) es una especie de tiburón de la  familia Chlamydoselachidae, se ha descrito en 2009. Se encuentra en aguas profundas de frente al sur de Angola al sur de Namibia. Esta especie es difícil de distinguir de su pariente más cercano tiburón anguila, pero es más de su género. Parece ser un organismo especializado depredador de tiburones más pequeños, con sus mandíbulas flexibles y numerosos dientes en forma de agujas, los dientes recurvados sirven para capturar y tragar presas enteras. Su  reproducción es ovovivípara como con el otro miembro de su familia.

## Distribución y hábitat
El tiburón anguila sudafricano vive en Angola, al sur de Namibia. En Sudáfrica, a una profundidad de 1330-1445 m.

## Descripción
El tiburón anguila sudafricano es muy similar al tiburón anguila, con un largo cuerpo parecido a una serpiente y una cabeza ancha, aplanada. Los ojos son grandes y redondeados. La boca grande se coloca en fase terminal en el hocico romo, que contiene alrededor de 30 filas de dientes en la mandíbula superior y 27 filas de dientes en la mandíbula inferior. Cada diente tiene tres delgadas, lisas cúspides recurvadas, con pequeñas cúspides pequeñas entre ellos, y una base que se entrelaza con el diente detrás de él. Hay seis pares de hendiduras branquiales, las aletas pectorales son anchas y redondeadas, situadas detrás de la sexta branquia. Las aletas pélvicas y la aleta anal son grandes, con bases de longitud y los márgenes de curvas. La aleta dorsal está en la medida en el cuerpo encima de la aleta anal, y tiene una base de corto plazo. El aleta caudal es baja y triangular un poco, sin un lóbulo inferior.

## Biología y ecología
En su estómago contenido, el tiburón anguila sur de África parece alimentan principalmente de pequeños tiburones, como el pintarroja Africana cola de sierra (Galeus polli). Sus mandíbulas, cavidad bucal, y el abdomen son muy distensible, lo que sugiere que este tiburón es especializada para capturar y tragar presas grandes enteras, con sus filas de forma de aguja, los dientes recurvados impiden que sus presas escapen. Un ejemplar de 92 cm de largo se encontró que ha ingerido un pintarroja fantasma (Apristurus manis) que mide el 40% de longitud de su cuerpo. A pesar de las hembras adultas se desconocen, el tiburón anguila africano es vivíparo placental como el tiburón anguila. Los machos alcanzan a la madurez sexual a los 92 cm.